# BulletBoys
I BulletBoys sono un gruppo musicale hair metal statunitense, formatosi a Los Angeles nel 1986.

## Storia
I tre membri Mick Sweda, Marq Torien e Loni Black erano già componenti di un altro gruppo, i King Kobra nel 1986. Allo scioglimento sempre nel 1986 fondarono i BulletBoys a cui si aggiunse il batterista Jimmy D'Anda il loro primo album uscì nel 1988 con l'omonimo BulletBoys prodotto da Ted Templeman.
Dopo aver parteciparono a circa 400 show il loro disco superò il milione di copie vendute. Uscì il secondo album Freakshow nel 1991 e nel 1993 il terzo, Za-Za. Sweda e D'Anda abbandonarono il progetto e vennero sostituiti da Tommy Pittam e Robby Karras. Il nuovo lavoro "Acid Monkey" non ebbe successo.
Nel 2000 viene pubblicata la compilation del gruppo intitolata Burning Cats and Amputees, subito dopo Torien e Vincent riunirono i BulletBoys, nel 2002 la nuova formazione dei BulletBoys vedeva Vencent con Torien e Hook e il nuovo bassista Melvin Brannon II ed il batterista Paul Newman Nell'ottobre del 2003 esce il nuovo album intitolato Sophie per la Bulletboys Records. Nell'aprile 2007 uscì il primo live album, Behind the Orange Curtain

## Formazione

### Attuale
- Marq Torien - voce  (1987–2000, 2003-presente)
- Mick Sweda - chitarra (1987–1993, 1999–2000, 2019-presente)
- Lonnie Vencent - basso (2019-presente)
- Jimmy D'Anda - batteria (1987–1993, 1999–2000, 2017-presente)

### Ex componenti
- Tommy Pittam - Chitarra (1995-98)
- Robby Karras - Batteria (1993-1998)
- DJ Ashba - Chitarra (1998-1999)
- Steven Adler - Batteria (1998-1999)
- Vikki Foxx - Batteria (1999-2000)
- Jason Hook - Chitarra (2005-2006)
- Brent Fitz - Batteria (2005-2006)
- Tory Stoffregen - chitarra (2009-2012)
- Scott Taylor - basso (2003-2006)
- Dave Weeks - basso (2008-2009)

## Discografia

### Album in studio
- 1988 - BulletBoys
- 1991 - Freakshow
- 1993 - Za-Za
- 1995 - Acid Monkey
- 2003 - Sophie
- 2009 - 10c Billionaire
- 2011 - Rocked and Ripped
- 2015 - Elefante
- 2018 - From Out of the Skies

### Live
- 2007 - Behind the Orange Curtain

### Raccolte
- 2000 - Burning Cats and Amputees
- 2005 - Freakshow/Za-Za
- 2006 - Smooth Up in Ya: The Best of the Bulletboys